# Луч (етнологија)
Луч се у многим крајевима Србије користила углавном за потпалу. Исцепка се на иверје које се онда, везано у снопу, држи у фиоци под шпоретом. Иначе луч је дрво четинара, најчешће црног бора (који има највише смоле) добро натопљено смолом и које гори јако постојаним пламеном. Пошто је дрво инпрегнирано смолом тешко се кваси па и у влажној средини остаје суво и лако запаљиво. Гори знатно дуже у односу на друго дрво истих димензија, даје јасан пламен, и испушта пријатан мирис смоле.
Најчешће се узима из доњих делова стабла или из пања. Сталним дубљењем дебла, биљка лучи смолу, као реакцију на повреде и тиме натапа површинске слојеве дрвета који се онда скидају, што провоцира даље лучење (јесења зона года треба да буде напуњена смолом).
Етимолошки реч луч је истог корена као и латинска реч lux = светло, а у српском сродна је и реч луча = зрак (Његошева Луча микрокозма):
Из хладнога земаљскога њедра
источници водах потекоше,
сачинише океан опширни;
луче сунца животворним видом
растјенија рода свакојега
на поврхност земну измамише;
узмиљеше стада животнијех
по воздуху, земљи и водама.
Међу значајнијим занимањима србијанских Ера поред израде дрвених судова, земљаних лонаца и црепуља била су и производња катрана и лучи. Тим производима су снабдевали читаву западну Србију. Лучевина (дрво бора старог преко 50 година и то само део стабла од корена до један метар увис) користи се за шиндру.
О веровању српског народа везаног за луч Павле Софрић Нишевљанин пише:
| „ | У Босни и Херцеговини верује наш народ да луч одбија зле духове и вештице, па га зато носи у хаљинама. По заласку сунчеву дете се иначе не износи из куће, већ тек уз луч и комадић леба. Луч се не сме бацити на ђубре, а нити се сме газити. Ако се луч с обе стране запали, онда се тиме куга позива у кућу, да све укућане потамани. | ” |

Чајкановић наводи да је луч код нашег народа у великом поштовању, готово исто као и восак. Она брани од злих духова и вештица; због тога се крстићи од лучи ушивају у хаљине, а на куће (понегде у Босни и данас још) мећу кључаонице од лучи. Са зубљом лучи нагорелом с обе стране туку се здухачи — то је њиво оружје. Луч се употребљује као лек од зубобоље, и од краста. Ако овцу искасапи вук, треба је накадити над лучи, и оздравиће, ма колико да је искасапљена (само да јој гркљан није пререзан.